# Gare de Berlin Oranienburger Straße
La gare de Berlin Oranienburger Strasse est une gare ferroviaire à Berlin, dans le quartier de Mitte.

## Histoire
La gare est construite entre 1934 et 1936 et ouvre le 28 mai 1936 avec la section Gare de Stettin-Unter den Linden. Le trafic de la S-Bahn s'arrête en avril 1945 à cause de la guerre. En raison de la démolition subséquente du plafond du tunnel au niveau du Landwehrkanal le 2 mai 1945 et des dommages causés au Ebertbrücke qui enjambe le Sprée, toute la structure, y compris la gare de S-Bahn, est pleine d'eau. Les travaux de pompage commencent le 25 mai 1945 et la réparation du tunnel se poursuivit jusqu'à fin 1947. Le 16 novembre 1947, le service régulier de passagers reprend.
À la suite de la construction du mur, la gare est fermée le 13 août 1961 pour tout trafic public, les trains du train de banlieue nord-sud s'arrêtent à la Gare de Berlin Friedrichstraße et ne vont pas dans Berlin-Est. L'accès est fermé, partiellement bloqué et l'icône S-Bahn est retirée.
Après la chute du mur de Berlin, la Deutsche Reichsbahn commence une réparation de fortune de la gare. La réouverture a lieu un jour après la réforme monétaire le 2 juillet 1990 en tant que première station de la voie nord-sud. La même année, la Reichsbahn décide de réaménager fondamentalement le tunnel, ce qui entraîne une nouvelle fermeture entre le 2 avril 1991 et le 1er mars 1992. La station de la S-Bahn est rénovée pendant ce temps.
En 2002, la gare reçoit un système de remontées mécaniques sur la plateforme nord. Pour des raisons de protection contre l'incendie, l'installation d'un autre accès à Tucholskystraße débute en 2010 et ouvre en septembre 2011.

## Service des voyageurs

### Accueil
La gare se situe sous la Tucholskystraße au coin avec Oranienburger Straße. L'accès d'origine se fait par deux escaliers de chaque côté d'Oranienburger Straße, qui est indiqué au moyen d'un symbole S-Bahn circulaire comme toutes les stations du tunnel nord-sud. Les entrées mènent à un étage de distribution commun puis deux escaliers mènent à la plate-forme. Un autre accès à Tucholskystraße et un ascenseur à l'extrémité nord de la plate-forme furent réaménagés.
La plate-forme est située en position médiane et est supportée par une série de colonnes. Les colonnes et les superstructures de la plate-forme sont revêtues d'orange, les parois latérales sont recouvertes de plaques de céramique jaunâtre, en ligne avec le nom de la station en lettres grotesques brisées.

### Intermodalité
La gare est en correspondance avec les lignes de tramway M1, M5, M6 et M12 de la Berliner Verkehrsbetriebe.